# Carmelita Geraghty
Carmelita Geraghty (Rushville, 21 marzo 1901 – New York, 7 luglio 1966) è stata un'attrice e pittrice statunitense.

## Biografia
Figlia dello sceneggiatore Tom Geraghty e sorella degli scrittori Maurice e Gerald Geraghty, cominciò i propri studi a New York concludendoli nel 1919 alla Hollywood High School. Cominciò a recitare nel 1923 e, nel 1924, fu segnalata tra le WAMPAS Baby Stars. Da allora e fino ai primi anni Trenta lavorò intensamente: tra le sue interpretazioni da protagonista si segnalano High Speed (1924) di Herbert Blaché, Brand of Cowardice di John P. McCarthy,  The Mysterious Stranger di Jack Nelson, Cyclone Cavalier con Reed Howes, e Il labirinto delle passioni di Alfred Hitchcock, tutti film del 1925, oltre a The Last Trail e The Slaver (1927), South of Panama (1928) di Charles J. Hunt, e ai western Men Without Law e The Texas Ranger (1930) con Buck Jones. Con un altro western, Phantom of Santa Fe di Jacques Jaccard, terminò la sua carriera nel 1936.

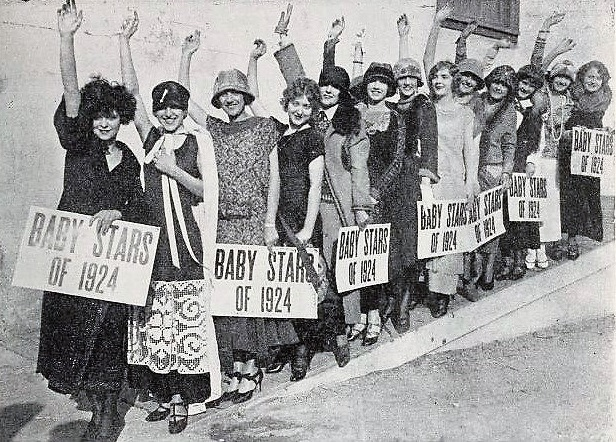
WAMPAS Baby Stars: quinta da sinistra

Nel 1934 aveva sposato lo sceneggiatore Carey Wilson (1889-1962). Dopo aver lasciato il cinema, si dedicò alla pittura. Nel 1966, di ritorno da Parigi dove aveva tenuto un’esposizione di suoi quadri, morì d'infarto al Lombardy Hotel di New York. È sepolta nell'Hollywood Forever Cemetery.

## Riconoscimenti
- WAMPAS Baby Star nel 1924

## Filmografia parziale
- Bag and Baggage (1923)

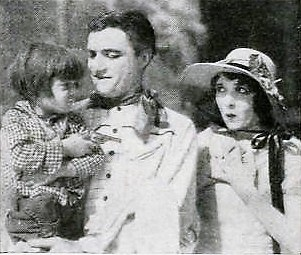
Con Tom Mix e il piccolo Jerry Madden in The Last Trail

- Jealous Husbands, regia di Maurice Tourneur (1923)
- Through the Dark, regia di George W. Hill (1924)
- Discontented Husbands (1924)
- High Speed, regia di Herbert Blaché (1924)
- Geared to Go (1924)
- Brand of Cowardice (1925)
- The Mysterious Stranger, regia di Jack Nelson (1925)
- Il labirinto delle passioni (The Pleasure Garden), regia di Alfred Hitchcock (1925)
- My Lady of Whims, regia di Dallas M. Fitzgerald (1925)
- The Great Gatsby, regia di Herbert Brenon (1926)
- The Canyon of Light (1926)
- Il giglio (The Lily), regia di Victor Schertzinger (1926)
- The Last Trail, regia di Lewis Seiler (1927)
- The Slaver (1927)
- South of Panama (1928)
- Poker d'amore (1929)
- L'inafferrabile (1930)
- The Texas Ranger (1931)
- Escapade (1932)
- The Flaming Signal (1933)
- Reginetta della notte (1935)
- Phantom of Santa Fe (1936)